# 에릭 카셀
에릭 카셀(영어: Erik Cassel, 1967년 12월 6일 ~ 2013년 2월 11일)은 로블록스 공동창설자이다.

## 경력
에릭 카셀은 코넬 대학교를 졸업하고 데이비드 바수츠키(David Baszucki)를 만났다. 그리고 나서 'Knowledge Revolution'이라는 회사를 차렸다. 그리고 Knowledge Revolution은 엔지니어링 시뮬레이션 소프트웨어 기업인 MSC 소프트웨어(MSC.Software)를 인수하고 고위직을 맡고 떠났다. 그리고 2004년 캘리포니아 멘로 파크에 로블록스(Roblox)를 차렸다.

## 사망
2013년 2월 11일 향년 45세의 나이에 암으로 세상을 떠났다. 그리고 다음날 데이비드 바수츠키가 로블록스 블로그에 추모하는 글을 올렸다.